# 강원특별자치도의 시내버스
강원특별자치도의 시내버스는 대한민국 강원특별자치도를 주관으로 담당하는 시내버스로 총 170개의 시내버스와 시외버스 업체로 구성되어 있다.

## 권역
- 춘천시 - 춘천시의 시내버스
- 강릉시 - 강릉시의 시내버스
- 삼척시 - 삼척시의 시내버스
- 동해시 - 동해시의 시내버스
- 원주시 - 원주시의 시내버스
- 속초시 - 속초시의 시내버스
- 태백시 - 태백시의 시내버스

같이 보기
- 고성군 - 강원 고성군의 농어촌버스
- 양구군 - 양구군의 농어촌버스
- 양양군 - 양양군의 농어촌버스
- 영월군 - 영월군의 농어촌버스
- 인제군 - 인제군의 농어촌버스
- 정선군 - 정선군의 농어촌버스
- 철원군 - 철원군의 농어촌버스
- 평창군 - 평창군의 농어촌버스
- 홍천군 - 홍천군의 농어촌버스
- 화천군 - 화천군의 농어촌버스